# Magny-Danigon
Magny-Danigon é uma comuna francesa na região administrativa de Borgonha-Franco-Condado, no departamento de Alto Sona. Estende-se por uma área de 7,52 km². Em 2010 a comuna tinha 451 habitantes (densidade: 60 hab./km²).